# Russische Gedächtniskirche

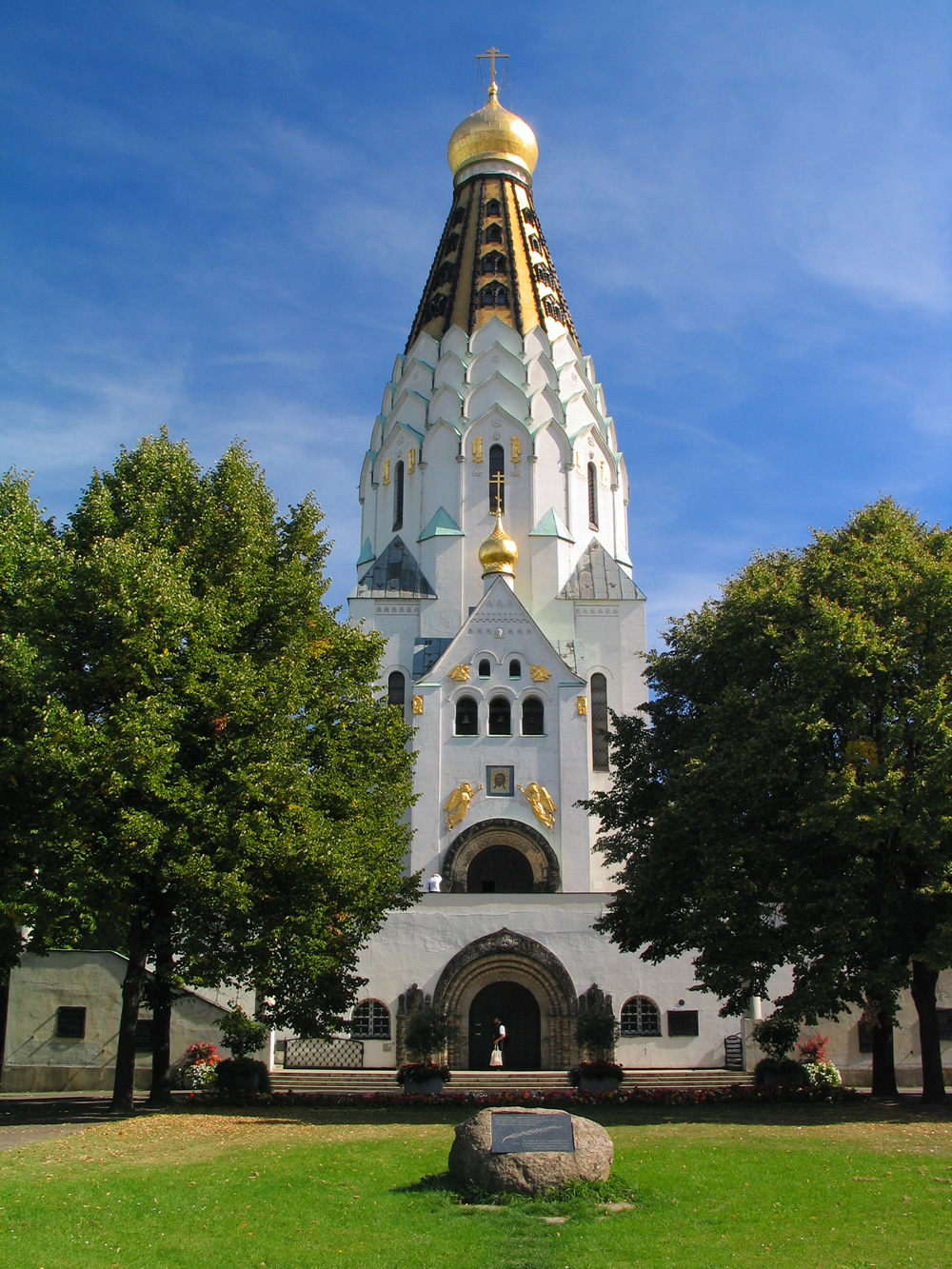
Russische Gedächtniskirche, Ansicht von Süden

Die St.-Alexi-Gedächtniskirche zur Russischen Ehre (Gedächtniskirche des heiligen Metropoliten Alexi von Moskau, russisch Свято-Алексиевский храм-памятник Русской Славы) ist die russisch-orthodoxe Kirche in Leipzig, Ecke Philipp-Rosenthal-Straße 51a/Semmelweisstraße in der Nähe der Deutschen Bücherei. Sie wurde 1912/13 erbaut.

## Architektur

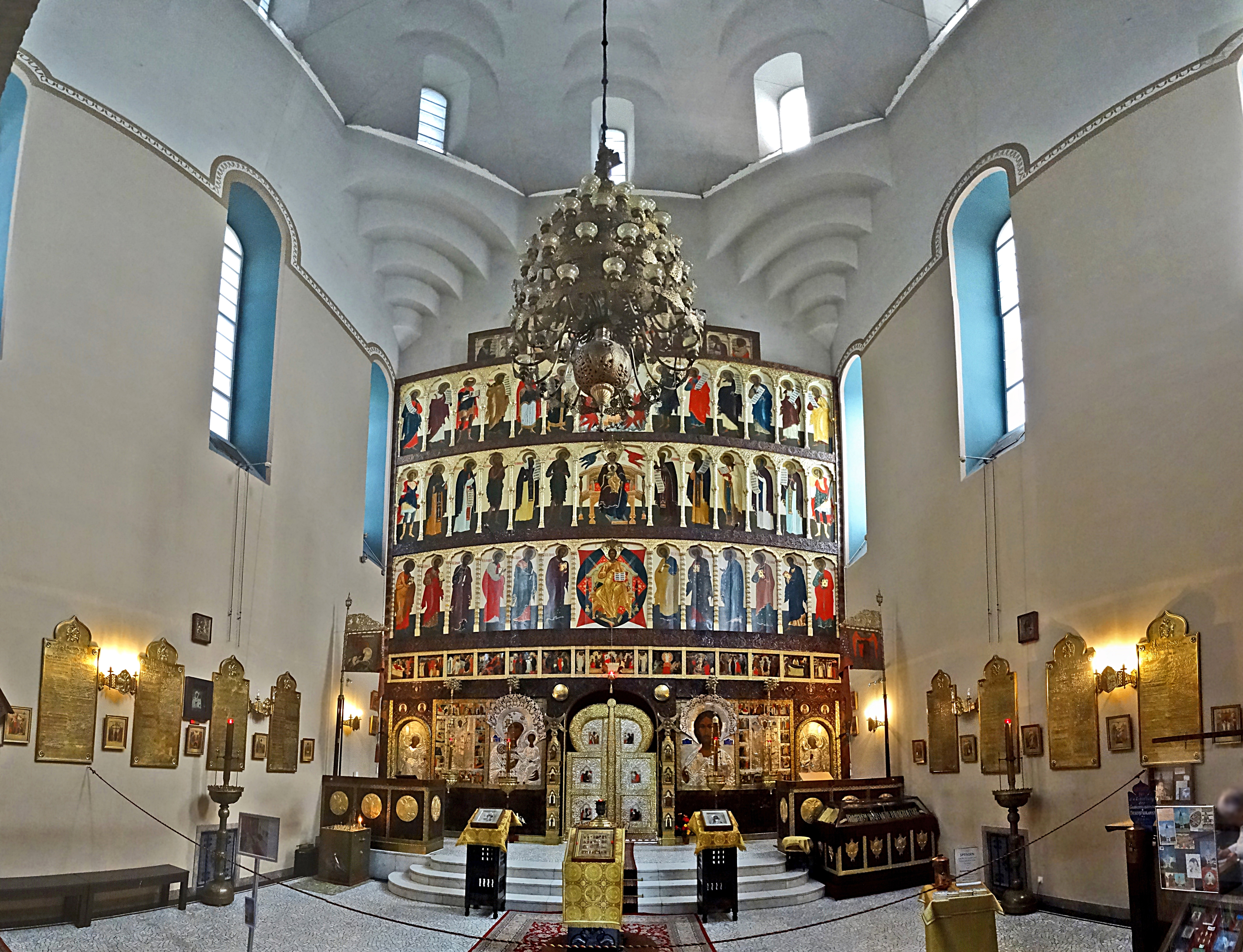
Innenansicht

Die Kirche ist eine freie Nachbildung der 1530–1532 erbauten Auferstehungskirche in Moskau-Kolomenskoje (seit 1994 Weltkulturerbe) mit dem dort erstmals verwirklichten Typus einer russischen Zeltdachkirche und als verputzter Ziegelbau und der Turmhelm als Eisenbetonskelettbau ausgeführt.
Sie dient dem Gedenken an die etwa 22.000 gefallenen russischen Soldaten, die während der Völkerschlacht 1813 für die Befreiung Deutschlands in und um Leipzig ums Leben gekommen sind.
Der Architekt der Kirche war Wladimir Alexandrowitsch Pokrowski (1871–1931), seine Bauwerke stehen in Sankt Petersburg, Nischni Nowgorod und Moskau. Der beteiligte Ingenieur war Grigori Kriwoschein. Der Bau der Leipziger Kirche im Nowgoroder Stil mit 16-seitigen Zeltdach wurde am 28. Dezember 1912 begonnen. Nach 10-monatiger Bauzeit fand genau 100 Jahre nach der Völkerschlacht am 17. Oktober 1913, am Tage vor der Einweihung des Völkerschlachtdenkmals, die Konsekration und am 18. Oktober 1913 die Kirchenweihe statt. Die Baukosten betrugen 1 Mio. Goldmark bzw. 250.000 Rubel, von denen mehr als die Hälfte aus Spenden finanziert wurde.
Einen vereinfachten, verkleinerten und zur Ausführung bestimmten Entwurf nach Pokrowskis Originalplänen reichten die Leipziger Architekten Georg Weidenbach und Richard Tschammer am 7. Dezember 1912 beim Baupolizeiamt ein, sie führten auch die Bauoberleitung.
Das Gebäude besteht aus einer Winter- und einer Oberkirche. In der 18 Meter hohen siebenreihigen Ikonostase, einem Geschenk der Donkosaken, befinden sich 78 Ikonen des russischen Malers Luka Martjanowitsch Jemeljanow. Die Ikonenwand wurde am 18. November 2018 nach dreijähriger Restaurierung durch Bischof Tichon geweiht. Der 55 Meter hohe Turm mit seiner vergoldeten Zwiebelkuppel nach altrussischem Vorbild ist weit über Leipzig zu sehen.
Im Gebäude befinden sich außerdem eine kleine Gemeindebibliothek und ein Kirchenmuseum.

## Kriegsgedächtnistafeln

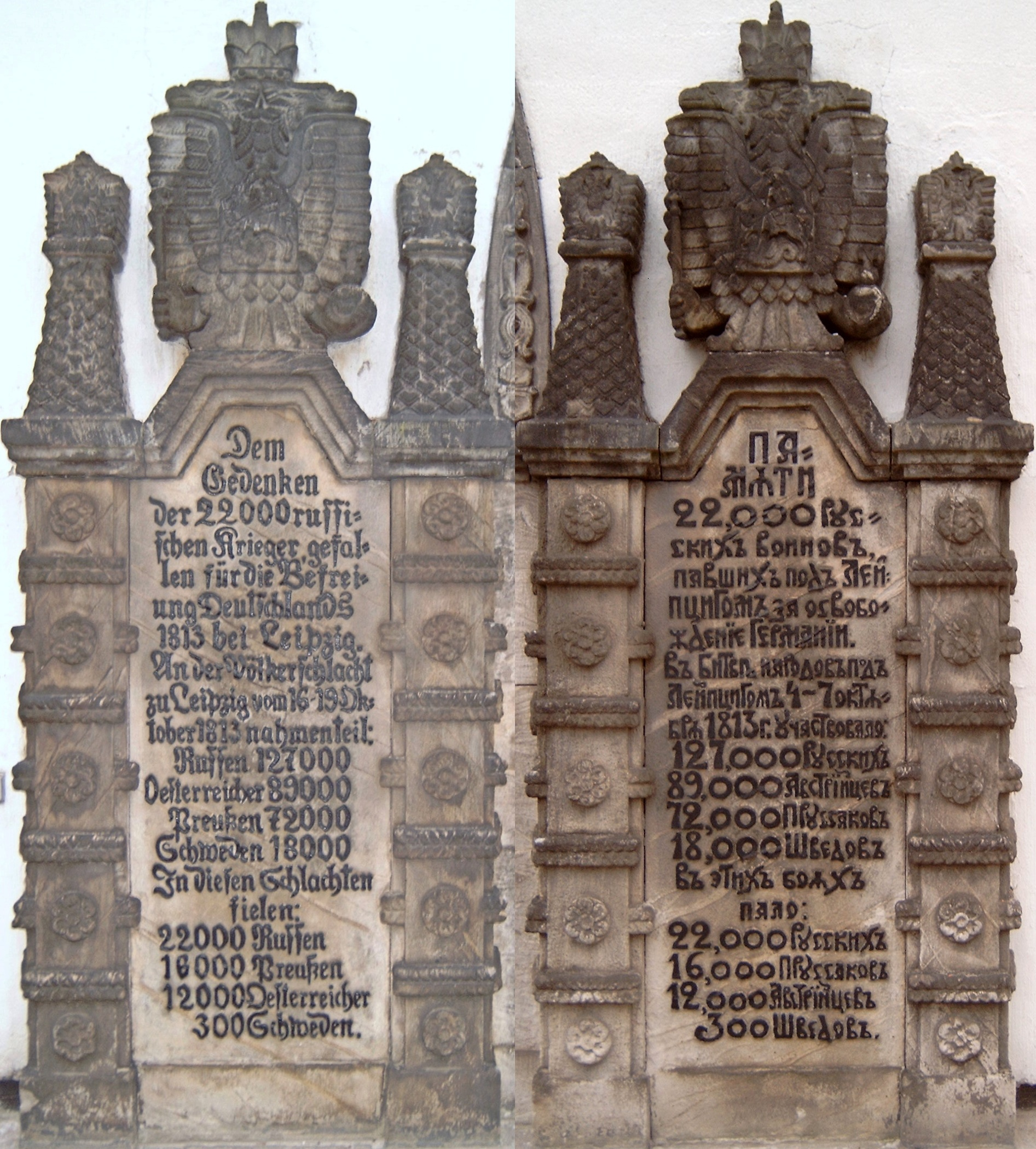
Kriegsgedächtnistafeln

Am linken und rechten Eingang zur Winterkirche befinden sich zwei Kriegsgedächtnistafeln, die in deutscher und russischer Sprache an die Völkerschlacht erinnern:
Dem

Gedenken

der 22000 russi-

schen Krieger, gefal-

len für die Befrei-

ung Deutschlands

1813 bei Leipzig.

An der Völkerschlacht

zu Leipzig vom 16-19 Ok-

tober 1813 nahmen teil:

Russen 127000

Oesterreicher 89000

Preußen 72000

Schweden 18000

In diesen Schlachten

fielen:

22000 Russen

16000 Preußen

12000 Oesterreicher

300 Schweden.
Im Jahr 2003 wurde rund 60 Meter westlich des Haupteingangs der Baschkiren-Gedenkstein aufgestellt, der an die Teilnahme baschkirischer Kämpfer an der Völkerschlacht bei Leipzig erinnert.

## Einbruch
In der Nacht vom 23. zum 24. Dezember 1990 wurde in die Russische Gedächtniskirche ein Einbruch verübt, bei dem unter anderem aus dem Hauptraum der Kirche die aus dem 17. Jahrhundert stammende Ikone Mutter Gottes aus Iwersk mit Kind aus einer Wand gewaltsam herausgeschnitten wurde.

## Veröffentlichungen

### Tonträger
- Freundschaft – Orthodoxe Gesänge mit dem Chor der Russischen Westgruppe. Chormeister Alexander Warlanow, 10 Lieder. Aufgenommen am 23. August 1994 in der Russisch-Orthodoxen Kirche Leipzig, Abakus-CD 91-123, Greifenstein 1994